# Peliala xenaresalis
Peliala xenaresalis là một loài bướm đêm trong họ Erebidae.